# Kyōko Kagawa
Kyōko Kagawa (香川 京子, Kagawa Kyōko, 5 de dezembro de 1931) é uma atriz japonesa. Durante sua carreira que abrange mais de 70 anos, ela trabalhou com muitos diretores renomados, incluindo Akira Kurosawa, Kenji Mizoguchi, Yasujirō Ozu e Mikio Naruse, aparecendo em filmes como Tōkyō Monogatari, Sanshō Dayū, Warui yatsu hodo yoku nemuru, Mothra e Tengoku to Jigoku.

## Biografia
Kagawa nasceu em Asō (hoje parte de Namegata), em Ibaraki, e se formou na Décima Escola Secundária Metropolitana de Tóquio para meninas em 1949. Seu talento para a atuação foi descoberto no concurso "New Face Nomination" organizado pelo Tokyo Shimbun em 1949 e logo depois ela estrearia no cinema, no ano seguinte, com o filme Mado kara tobidase. Ela apareceu regularmente em obras de Akira Kusosawa, Kenji Mizoguchi, Yasujirō Ozu, Mikio Naruse, Shirō Toyoda, Hiroshi Shimizu e de outros diretores importantes.
Kagawa se casou em 1963. Depois de aparecer em Akahige (1965), de Kurosawa, ela acompanhou o marido, um repórter do Yomiuri Shimbun, até Nova York. Após seu retorno ao Japão, ela atuou em dramas de televisão até aparecer novamente no filme Karei-naru Ichizoku (1974), de Satsuo Yamamoto.
Em 2011, o Museu Nacional de Arte Moderna de Tóquio, homenageou sua longa carreira e contribuição ao cinema japonês com uma exibição dedicada a seus feitos.

## Filmografia selecionada
- Tōkyō no heroine (1950)
- Arashi no Naka no Haha (1950)
- Okaasan (1952)
- Relâmpago (1952)
- Tōkyō Monogatari (1953)
- Koibumi (1953)
- Sanshō Dayū (1954)
- Chikamatsu Monogatari (1954)
- Onna no Koyomi (1954)
- Shiinomi Gakuen (1955)
- Seido no Kirisuto (1956)

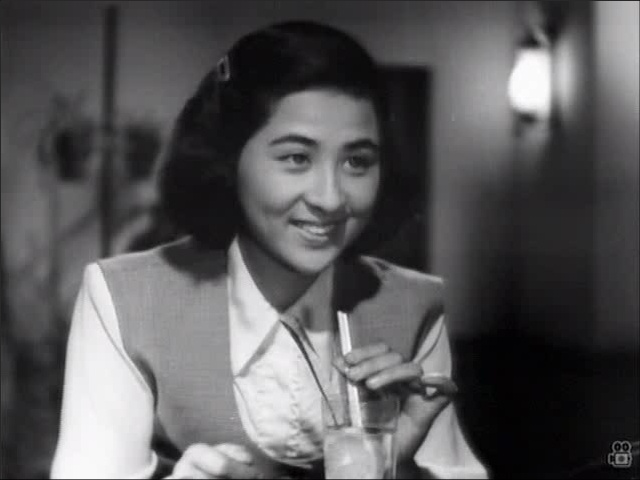
Kyōko Kagawa em Tōkyō no heroine (1950)

- Neko to Shōzō to futari no onna (1956)
- Shūu (1956)
- Osaka Monogatari (1957)
- Donzoko (1957)
- Tōkyō no kyūjitsu (1958)
- Anzukko (1958)
- Nippon Tanjō (1959)
- Warui yatsu hodo yoku nemuru (1960)
- Mothra (1961)
- Ōsaka-jō Monogatari (1961)
- Onna bakari no yoru (1961)
- Tengoku to Jigoku (1963)
- Akahige (1965)
- Karei-naru Ichizoku (1974)
- Aru eiga-kantoku no shōgai Mizoguchi Kenji no kiroku (1975)
- Otoko wa Tsurai yo: Torajirō Haru no Yume (1979)
- Madadayo (1993)
- Wandafuru Raifu (1998)
- Amidadō Dayori (2002)
- Mifune: The Last Samurai (2016)
- Tenshi no Iru Toshokan (2017)
- Shimamori (2022)
- The Pass: Last Days of the Samurai (2022)[3]

### Televisão
- Hana no Shogai (NHK, 1963)[5]
- Kasuga no Tsubone (NHK, 1989)[6]
- Kono Sekai no Katasumi ni (TBS, 2018)[7]

## Honras
- Medalha com Fita Roxa (1998)[1]
- Prêmio Kinuyo Tanaka (1993)[8]
- Ordem do Sol Nascente (2004)[1]
- Prêmio FIAF (2011)[9]